# Кубок СРСР з футболу 1940
Кубок СРСР з футболу 1940 року не був розіграний.
На Всесоюзній нараді з футболу в березні 1940 року було вирішено Кубок СРСР розігрувати окремо між командами групи «А» і «Б» та аматорськими командами, з фінальною зустріччю між переможцями обох кубків. Розіграш Кубка мав відбутися після завершення ігор першості.
Жереб звів у пари такі 28 команд:
1. «Локомотив» (Москва) — ЦДКА (Москва)
2. «Сільмаш» (Харків) — «Зеніт» (Ленінград)
3. «Суднобудівник» (Миколаїв) — «Металург» (Москва)
4. «Авангард» (Ленінград) — «Динамо» (Київ)
5. «Червона зоря» (Ленінград) — «Спартак» (Москва)
6. «Торпедо» (Москва) — Трактор (Сталінград)
7. «Динамо» (Ленінград) — «Стахановець» (Сталіне)
8. «Динамо» (Харків) — «Локомотив» (Тбілісі)
9. «Торпедо» (Горький) — «Крила Рад» (Москва)
10. «Будівельник» (Баку) — «Буревісник» (Москва)
11. «Харчовик» (Одеса) — «Динамо» (Тбілісі)
12. «Харчовик» (Москва) — «Спартак» (Єреван)
13. «Спартак» (Ленінград) — «Динамо» (Мінськ)
14. «Локомотив» (Київ) — «Динамо» (Москва)

- 1 і 14 пари зустрічаються у 2 колі.

- Оскільки чемпіонат країни затягнувся, не залишилося часу для кубкових ігор і жодного матчу зіграно не було.

- Серед аматорських команд право брати участь у фінальному матчі виборола команда «Динамо» (Алма-Ата).